# Tony Rich
Tony Rich o The Tony Rich Project, pseudonimo di Antonio Jeffries Jr. (Detroit, 19 novembre 1971), è un cantante e musicista statunitense.

## Biografia
Nel 1996 ha pubblicato il singolo Nobody Knows, suo grande successo. Con il soprannome The Tony Rich Project, nel 1996, ha pubblicato l'album Words, certificato disco di platino e vincitore di un Grammy Award come miglior album R&B. Il suo secondo disco è del 1998, mentre a partire dagli anni 2000 ha continuato a produrre ma con minor successo.

## Discografia
Album
- 1996 - Words
- 1998 - Birdseye
- 2003 - Resurrected
- 2005 - Nobody Knows: The Best of
- 2006 - Pictures
- 2006 - A New Understanding of Peace (con Sheila Evans)
- 2008 - Exist